# Der Katalog
Der Katalog är en box som samlar åtta av Kraftwerks utgivna album, från 1974 till 2003, i digitalt remastrade versioner. Samlingsboxen släpps i november 2009. En promotionversion gavs ut redan 2004.
Precis som brukligt med Kraftwerks utgåvor så ges den ut i en engelsk (The Catalogue) och en tysk (Der Katalog) variant. Den ges ut både i CD-format och i LP-format. Boxen samlar de åtta albumen Autobahn, Radioaktivität, Trans Europa Express, Die Mensch-Maschine, Computerwelt, Techno Pop, The Mix och Tour de France Soundtracks. Albumet som betecknas Techno Pop är egentligen deras album Electric Café, utgivet 1986, som de har bytt namn på.